# Boss of the Soul-Stream Trombone
Boss of the Soul-Stream Trombone è un album di Curtis Fuller, pubblicato dalla Warwick Records nel giugno del 1961 . Il disco fu registrato nel dicembre del 1960 al Mercury Sound Studios di New York City, New York (Stati Uniti).

## Tracce
Brani composti da Curtis Fuller, tranne dove indicato
Lato A
1. Chantized – 4:15
2. Flutie – 7:10
3. If I Were a Bell – 9:12 (Frank Loesser)

Lato B
1. But Beautiful – 5:38 (Jimmy Van Heusen, Johnny Burke)
2. Do I Love You? – 6:50 (Cole Porter)
3. The Court – 5:19
4. Mr. L – 5:36

## Musicisti
- Curtis Fuller - trombone
- Yusef Lateef - sassofono tenore, flauto
- Freddie Hubbard - tromba
- Walter Bishop - pianoforte
- Buddy Catlett - contrabbasso
- Stu Martin - batteria[5]